# Ryan Grim
Ryan Webster Grim (* 23. März 1978 in Allentown, Pennsylvania) ist ein US-amerikanischer Journalist, politischer Kommentator und Moderator. Er war unter anderem Leiter des Washingtoner Büros der Nachrichtenplattform HuffPost, Leiter des Washingtoner Büros der Nachrichtenplattform The Intercept und Moderator der Online-Nachrichtensendung der Nachrichtenplattform The Hill, bevor er sich 2024 als Mitgründer der Nachrichtenorganisation DropSite News selbständig machte.

## Leben und Tätigkeit
Grim wuchs im US-Bundesstaat in Pennsylvania auf. Er studierte nach der Highschool-Zeit am St. Mary's College of Maryland, wo er einen Bachelor of Arts-Abschluss erwarb und anschließen an der University of Maryland in College Park, wo er einen Master-Abschluss im Fach Public Policy erwarb.
Von 2000 bis 2001 arbeitet Grim zunächst kurzzeitig als Aktienbroker in New York City.
Im Januar 2009 trat Grim in die Redaktion der Nachrichtenplattform Huffington Post (später in HuffPost umbenannt) ein, in der er bald mit leitenden Aufgaben betraut wurde, um schließlich zum Leiter des Washingtoner Büros der HuffPost ernannt zu werden.
2017 verließ Grim die HuffPost, um stattdessen in die Redaktion der Nachrichtenplatt form The Intercept einzutreten, deren Washingtoner Büro er fortan leitete.
Von 2020 bis 2022 moderierte Grim parallel zu seiner Tätigkeit für The Intercept als Vertreter des liberalen/linken Lagers zusammen mit der konservativen Journalistin Emily Jersinyk die von The Hill ausgestrahlte Frühstücksnachrichtensendung Rising. 2022 gaben beide gleichzeitig diese Position auf, um fortan als Co-Moderatoren die Moderation der online ausgestrahlten Nachrichtensendung Counterpoints der Plattform Breaking Points zu übernehmen.
Größeres öffentliches Aufsehen erregende Storys, die Grim als Journalist jeweils erstmals an die Öffentlichkeit brachte, waren u. a.:
- während des Nominierungsprozesses des Juristen Brad Kavanaugh als Richter beim US-Supreme Court im Jahr 2018 enthüllte Grim als erster, dass der dem Justizausschuss im Senat angehörenden Senatorin Dianne Feinstein Hinweise zugegangen waren, dass Kavanaugh sich während seiner Studentenzeit angeblich schweren sexuellen Fehlverhaltens durch einen angeblichen Übergriff gegen eine Kommilitonin schuldig gemacht habe. Infolge von Grims Bekanntmachung der bis zu diesem Zeitpunkt noch unter Verschluss gehaltenen Verdächtigungen gegen Kavanaugh setzte eine intensive Presseberichterstattung über die gegen ihn erhobenen Vorwürfe und heftige politische, wie öffentliche, Debatten über Kavanaughs Person und seine Nominierung als Richter für den Obersten Gerichtshof ein.[2]
- während des Wahlkampfes um die Präsidentschaftsnominierung der Demokratischen Partei während der Jahre 2019/2020 brachte er Vorwürfe Tara Reades, einer ehemaligen Mitarbeiterin des späteren US-Präsidenten Joe Biden, an die Öffentlichkeit, dass Biden, damals Senator des US-Bundesstaates Delaware, 1993 in einem Umkleideraum der Turnhalle des Senats sexuell übergrgiffig gegen sie geworden sei.
- Im Jahr 2023 brachte Grim geleakte interne diplomatische Depeschen zwischen der pakistischen Regierung und der pakistanischen Botschaft in Washington an die Öffentlichkeit, die in dringender Weise nahelegten, dass das amerikanische Außenministerium im Jahr 2022 starken Druck auf die pakistische Regierung ausgeübt hatte, den damals amtierenden pakistanischen Premierminister Imran Khan seines Amtes zu entheben, da die US-Regierung Imran Khans politische Linie als ihren Interessen undienlich ansah.

Im Juli 2024 verließ Grim zusammen mit dem Mitgründer von The Intercept, Jeremy Scahill, die Redaktion dieser Nachrichtenorganisation, um stattdessen gemeinsam die neue Nachrichtenplattform Drop Site News zu gründen.
Einen ersten journalistischen Erfolg konnt die neue Plattform verbuchen, als sie im Februar 2025 die Information an die Öffentlichkeit brachte, dass das US-Außenministerium in einem internen Entwurf, über die in nächster Zukunft durchzuführende Anschaffung von gepanzerten Fahrzeugen für das Außenministerium Finanzmittel in Höhe von 400 Millionen Dollar für gepanzerte Fahrzeuge, die speziell von der Firma Tesla, deren Eigentümer Elon Musk die kurz zuvor amtseingeführte neue US-Regierung im Wahlkampf stark unterstützt hatte, eingeteilt hatte. Nach Grims Berichterstattung wurde das fragliche Dokument vom Außenministerium revidiert, indem es fortan dort nur noch hieß, dass „gepanzerte elektrische Fahrzeuge“ (nicht mehr speziell Teslas) aquiriert werden sollten. Vertreter der Demokraten in beiden Häusern des US-Kongresses nahmen Grims Berichterstattung zum Anlass, um einen offiziellen Brief an den neuen Außenminister Marco Rubio zu richten. In diesem brachten sie die Auffassung zum Ausdruck, dass der Vorgang ein Beleg für einen starken Interessenkonflikt sei, der sich aus der Doppelrolle von Elon Musk als Eigentümer und CEO der Firma Tesla einerseits und Unterstützer der US-Regierung und Leiter der neugeschaffenen Organisation des Departments of Gvernment Efficiency als einer Abteilung der US-Regierung andererseits ergeben würde. Speziell, dass Musk ein Motiv hätte, die US-Regierung, von der er de facto ein Teil sei, dahingehend zu beeinflussen, Aufträge an ihm gehörende Firmen zu vergeben, so dass er persönlich finanziell von diesen von der Regierung, der er als Berater angehören würde, vergebenen Aufträgen profitieren würde.

## Schriften
- This Is Your Country on Drugs: The Secret History of Getting High in America, 2009.
- We've Got People: From Jesse Jackson to Alexandria Ocasio-Cortez, the End of Big Money and the Rise of a Movement, 2019.
- The Squad: AOC and the Hope of a Political Revolution, 2023.